# 宝塚歌劇団年度賞
宝塚歌劇団年度賞（たからづかかげきだんねんどしょう）とは、宝塚歌劇団で選出、毎年発表する年度賞。
年度賞の他に、阪急すみれ会パンジー賞という賞が存在する。

## 歴代受賞者

### 2023年度[1]
- 優秀賞：彩風咲奈
- 努力賞：鳳月杏、水美舞斗、輝月ゆうま、瀬央ゆりあ、永久輝せあ、夢白あや
- アーティスト賞：彩みちる、真白悠希
- 新人賞：詩ちづる、星空美咲、華世京
- 特別賞：該当者なし
- 奨励賞：該当者なし
- 団体賞：星組『RRR×TAKA"R"AZUKA〜√Bheem〜（アールアールアール バイ タカラヅカ〜ルートビーム〜）』第7場M13「ナートゥ Naatu Naatu」該当場面の出演者全員

### 2022年度[2]
- 優秀賞：月城かなと、舞空瞳
- 努力賞：一樹千尋、凪七瑠海、桜木みなと、暁千星、風間柚乃、聖乃あすか
- アーティスト賞：小桜ほのか、優希しおん
- 新人賞：彩海せら、天飛華音、音彩唯
- 特別賞：該当者なし
- 奨励賞：該当者なし
- 団体賞：星組『ディミトリ〜曙光に散る、紫の花〜』第4場「出撃（ジョージアンダンス）」ディミトリほかジョージア軍、宙組『HiGH&LOW-THE PREQUEL-』第9場「無名街」（ダンスシーン）スモーキーほかRUDE BOYS

### 2021年度[3]
- 優秀賞：柚香光、礼真琴、潤花
- 努力賞：夏美よう、鳳月杏、芹香斗亜、水美舞斗、朝美絢、天彩峰里
- アーティスト賞：若翔りつ、風間柚乃
- 新人賞：礼華はる、縣千
- 特別賞：該当者なし
- 奨励賞：該当者なし
- 団体賞：花組『The Fascination!』第5章The Fascination Flower!〜第6章オマージュ 該当場面の出演者全員、星組『モアー・ダンディズム!』第2章ミッション 該当場面の出演者全員

### 2020年度[4]
- 優秀賞：真風涼帆、星風まどか
- 努力賞：汝鳥伶、彩風咲奈、月城かなと、和希そら、永久輝せあ
- アーティスト賞：寿つかさ、有沙瞳
- 新人賞：該当者なし
- 特別賞：松本悠里、轟悠
- 奨励賞：該当者なし
- 団体賞：月組『WELCOME TO TAKARAZUKA-雪と月と花と-』第4場（A、B）月の巻 該当場面の出演者全員、雪組『シルクロード〜盗賊と宝石〜』第5章（S14〜16）中国・蒼く燃え立つ、緋き夜 該当場面の出演者全員

### 2019年度[5]
- 優秀賞：珠城りょう、真彩希帆
- 努力賞：朝月希和、海乃美月、朝美絢、愛月ひかる、芹香斗亜
- アーティスト賞：音くり寿、光月るう
- 新人賞：潤花、瑠風輝
- 特別賞：望海風斗
- 奨励賞：舞月なぎさ、颯香凜、美風舞良
- 団体賞：花組『恋スルARENA』公演全体と出演者全員、雪組『ONCE UPON A TIME IN AMERICA』公演全体と出演者全員

※アーティスト賞が新設

### 2018年度[6]
- 優秀賞：望海風斗、綺咲愛里
- 努力賞：凪七瑠海、瀬戸かずや、鳳月杏、月城かなと、瀬央ゆりあ、星風まどか
- 新人賞：風間柚乃、聖乃あすか、舞空瞳
- 特別賞：紅ゆずる、明日海りお
- 奨励賞：秋音光、澄風なぎ
- 団体賞：雪組『ファントム』公演全体と出演者全員、星組第三回台湾公演『Thunderbolt Fantasy 東離劍遊紀』『Killer Rouge/星秀☆煌紅』の公演全体と出演者全員

### 2017年度[7]
- 優秀賞：明日海りお、愛希れいか
- 努力賞：美弥るりか、天寿光希、彩風咲奈、柚香光、和希そら
- 新人賞：暁千星、有沙瞳、華優希
- 奨励賞：秋音光、朱紫令真
- 団体賞：花組『ポーの一族』公演全体と出演者全員、雪組『SUPER VOYAGER!』第3章「OCEAN-海に浮かぶ月-」該当場面の出演者

### 2016年度[8]
- 優秀賞：早霧せいな、朝夏まなと
- 努力賞：悠真倫、望海風斗、芹香斗亜、仙名彩世、礼真琴
- 新人賞：水美舞斗、永久輝せあ、星風まどか
- 奨励賞：舞月なぎさ、秋音光
- 団体賞：花組『雪華抄』公演全体と出演者全員、月組『グランドホテル』公演全体と出演者全員

### 2015年度[9]
- 優秀賞：北翔海莉、咲妃みゆ
- 努力賞：美城れん、紅ゆずる、美弥るりか、真風涼帆
- 新人賞：月城かなと、桜木みなと、海乃美月
- 特別賞：明日海りお
- 奨励賞：秋音光、叶ゆうり、水香依千
- 団体賞：花組第二回台湾公演 公演全体と出演者全員、月組『GOLDEN JAZZ』第7場「Rhythm」該当場面出演者

### 2014年度[10]
- 優秀賞：早霧せいな、実咲凜音
- 努力賞：一樹千尋、望海風斗、珠城りょう、妃海風
- 新人賞：柚香光、綺咲愛里
- 奨励賞：芽吹幸奈、秋音光
- 団体賞：花組『宝塚幻想曲』第10場「さくら幻想曲」

### 2013年度[11]
- 優秀賞：壮一帆、愛希れいか
- 努力賞：汝鳥伶、北翔海莉、星条海斗、夢乃聖夏、朝夏まなと、真風涼帆
- 新人賞：珠城りょう、礼真琴、咲妃みゆ
- 特別賞：100周年に関連する公演や各種催し物への貢献に対して生徒全員
- 団体賞：月組『TAKARAZUKA 花詩集100!!』第19〜20場「100本のバラ」該当場面と出演者全員

### 2012年度[12]
- 優秀賞：明日海りお、龍真咲、夢咲ねね、凰稀かなめ
- 努力賞：華形ひかる、沙央くらま、紅ゆずる、緒月遠麻
- 新人賞：芹香斗亜、愛月ひかる
- 特別賞：柚希礼音
- 団体賞：宙組『Amour de 99!!』第18・19場「シャンゴ」
- 特別団体賞：星組台湾公演

### 2011年度[12]
- 優秀賞：蘭寿とむ、音月桂、蘭乃はな
- 努力賞：涼紫央、桜一花、早霧せいな、白華れみ、舞羽美海
- 新人賞：実咲凜音、愛希れいか
- レッスン奨励賞：凰いぶき
- 団体賞：星組『ノバ・ボサ・ノバ』第24場・アデーウス・カルナバル

### 2010年度[12]
- 優秀賞：霧矢大夢、蒼乃夕妃、野々すみ花
- 努力賞：風莉じん、憧花ゆりの、紅ゆずる、明日海りお、蘭乃はな
- 新人賞：真風涼帆、舞羽美海
- レッスン奨励賞：凰津りさ、真衣ひなの
- 団体賞：宙組『ファンキー・サンシャイン』第5場・日食〜サンライズ プラズマダンサー、星組『宝塚花の踊り絵巻』第7場 波の詩

### 2009年度[12]
- 優秀賞：大空祐飛、真飛聖、柚希礼音
- 努力賞：壮一帆、北翔海莉、龍真咲、夢咲ねね
- 新人賞：凪七瑠海、望海風斗
- 特別賞：水夏希
- レッスン奨励賞：航琉ひびき
- 団体賞：星組『BOLERO』第19場・愛のボレロ出演者、宙組『カサブランカ』作品全体・出演者全員

### 2008年度[12]
- 優秀賞：瀬奈じゅん、大和悠河、桜乃彩音
- 努力賞：蘭寿とむ、柚希礼音、凰稀かなめ
- 新人賞：明日海りお、羽桜しずく、蒼乃夕妃
- レッスン奨励賞：大澄れい、千瀬聖、風海恵斗
- 団体賞：星組『THE SCARLET PIMPERNEL』出演者全員

### 2007年度[12]
- 優秀賞：水夏希、安蘭けい、遠野あすか
- 努力賞：高翔みず希、大空祐飛、愛音羽麗、未来優希、悠未ひろ
- 新人賞：朝夏まなと、野々すみ花、龍真咲
- レッスン奨励賞：天玲美音、銀華水
- 団体賞：月組『MAHOROBA』第8場吹雪出演者

### 2006年度[12]
- 優秀賞：春野寿美礼、白羽ゆり
- 努力賞：彩吹真央、音月桂、遠野あすか、陽月華
- 新人賞：夢咲ねね、早霧せいな
- レッスン奨励賞：雅桜歌、夏城らんか、蘭乃はな
- 団体賞：宙組『NEVER SAY GOODBYE』出演者全員、星組『ネオ・ダンディズム!』第5章 惜別-オマージュ-出演者

### 2005年度[12]
- 優秀賞：瀬奈じゅん、彩乃かなみ
- 努力賞：霧矢大夢、白羽ゆり、蘭寿とむ
- 新人賞：桜乃彩音
- 特別賞：湖月わたる
- レッスン奨励賞：雅桜歌、香翔なおと、千鈴まゆ
- 団体賞：月組『JAZZYな妖精たち』第1場プロローグのアイリッシュ・ダンス出演者
- 特別団体賞：雪組・星組『ベルサイユのばら』出演者全員

### 2004年度[12]
- 優秀賞：和央ようか、花總まり
- 努力賞：樹里咲穂、瀬奈じゅん、貴城けい、水夏希
- 新人賞：愛音羽麗、北翔海莉、柚希礼音、陽月華
- 特別賞：春野寿美礼
- レッスン奨励賞：香翔なおと、綾音らいら、夕霧らい
- 団体賞：専科・雪組『花供養』作品全体と出演者全員

### 2003年度[12]
- 優秀賞：湖月わたる、安蘭けい、映美くらら
- 努力賞：汐美真帆、真飛聖、大和悠河
- 新人賞：音月桂、白羽ゆり、城咲あい
- レッスン奨励賞：夕霧らい、花影アリス、葉室ちあ理
- 団体賞：花組『飛翔無限』作品全体・出演者全員、星組『王家に捧ぐ歌』作品全体、出演者全員

### 2002年度[12]
- 優秀賞：春野寿美礼、朝海ひかる、檀れい
- 努力賞：大空祐飛、未来優希、愛耀子、初風緑
- 新人賞：蘭寿とむ、遠野あすか、壮一帆、彩乃かなみ
- レッスン奨励賞：夕霧らい、遥海おおら、十輝いりす
- 団体賞：雪組『ON THE 5th』第19場「プレイ・オン・ザ・5thB」

### 2001年度[12]
- 優秀賞：和央ようか、渚あき
- 努力賞：瀬奈じゅん、貴城けい、水夏希、樹里咲穂、檀れい
- 新人賞：映美くらら
- レッスン奨励賞：花緒このみ、天霧真世、十輝いりす
- 団体賞：花組『Cocktail』第22場「ソウル・キス」、宙組「ベルサイユのばら2001」第二幕第15場「フィナーレD〜オマージュ」

### 2000年度[12]
- 優秀賞：愛華みれ、紫吹淳、稔幸、香寿たつき
- 努力賞：湖月わたる、春野寿美礼、美々杏里、霧矢大夢、朝海ひかる、紺野まひる
- 新人賞：彩吹真央、西條三恵
- 特別賞：轟悠
- レッスン奨励賞：未涼亜希、珠まゆら、涼麻とも
- 団体賞：月組東京宝塚劇場杮落とし公演『いますみれ花咲く』